# 鎮頭鎮 (瀏陽市)
鎮頭鎮（ちんとうちん）は中華人民共和国湖南省長沙市瀏陽市の鎮。

## 行政区画
- 土橋村
- 干口村（干口塅村、連山村が合併し、現在の干口村が発足。）
- 躍竜村
- 双橋村
- 金牌村
- 柏樹村（柏樹村、南門村が合併し、現在の柏樹村が発足。）
- 江東村
- 金田村
- 甘棠村
- 田坪社区
- 北星社区

## 経済

### 名物・特産品
- 苗木
- 野菜
- 黒山羊
- イノシシ
- 紡織

## 地理
鎮頭鎮は瀏陽市の南西部に位置し、北は長沙県江背鎮と、東は官橋鎮・普跡鎮と、西は株洲市荷塘区仙庾鎮と、南は株洲市荷塘区宋家橋街道とそれぞれ接している。
- 河川：瀏陽河
- ダム湖：仙人造水庫、甘棠水庫
- 山：鶏子嶺（標高142メートル）

## 教育
- 鎮頭中学
- 瀏陽市第五中学

## 交通

### 鉄道
- 滬昆線

### 道路
- 県道：X030、X020、X016
- 省道：S211
- 国道：国道3l9
- 高速道路：上瑞高速道路

## 観光
- 鐘仏寺旅遊開発区
- 大基旅遊開発区
- 百歩洲旅遊開発区[4]

## 出身有名人
- 陳文新：中華人民共和国の女性生物学者。中国科学院院士。